# Freden i Roskilde

Ljusgröna områden överlämnades till Sverige, randiga områden överlämnades till Sverige men blev åter danska vid freden i Köpenhamn 1660. Halland (turkos) var sedan tidigare överlämnat till Sverige på 30 år men blev nu permanent svenskt.

Det svenska stormaktsväldet när det var som störst 1658.

Freden i Roskilde är det fredsfördrag mellan Sverige och Danmark-Norge som slöts i den danska staden Roskilde den 26 februari 1658. Det avslutade det av Danmark påbörjade Karl X Gustavs första danska krig. Under kriget hade Karl X Gustav med den svenska armén från Jylland tågat på isen över Bälten mot Köpenhamn.
Resultatet av freden blev att Danmark avträdde Skåne, Blekinge, Halland, Bohuslän, Bornholm samt Trondheims län till Sverige. Freden bröts dock redan till sommaren samma år av Sverige, genom Karl X Gustavs andra danska krig.

## Förhandlingarna
Den svenska delegationen leddes bland annat av riksrådet Sten Nilsson Bielke, Lagmannen samt kunglige Rådsherren Bo Nilsson Natt och Dag samt den danske överlöparen Corfitz Ulfeldt. Den danska delegationen leddes av rikshovmästaren Joachim Gersdorff, adelsmannen Ove Juul samt Christen Skeel. Som medlare fungerade engelsmannen Philip Meadows och fransmannen Hugues Terlon.
De danska förhandlarna hade, när de fick veta att Corfitz Ulfeldt skulle sitta med i förhandlingarna på den svenska sidan, menat att det var en direkt skymf mot dem, och krävt en annan representant, något som Karl X Gustav inte ville gå med på. Danskarna hade även krävt att få det holländska sändebudet Conrad van Beuningen som sin förhandlare, någon som den svenske kungen också motsatte sig, då han menade att denne varit krigets anstiftare.
De första kraven på danskt territorium var extremt hårda:
- Danska områden på skandinaviska halvön
  - Blekinge
  - Halland (hade avträtts av Danmark 1645 på 30 år)
  - Skåne
- Danska öar
  - Anholt
  - Bornholm
  - Læsø
  - Møn
  - Saltholm
  - Ven
- Norska områden på skandinaviska halvön
  - Bohuslän
  - Trondheims len som i stort sett motsvarar nutida Trøndelag fylke samt Nordmøre och Romsdal. Den exakta gränsen fastställdes aldrig, men det finns markeringar på bland annat Midøya i Midsunds kommun där gränsen antas ha gått.
- Som säkerhet hela Norge på 30 år
- Samt
  - Island
  - Färöarna
  - grevskapet Pinneberg

Det är troligt att många av kraven redan från början sågs som orealistiska och ställdes för att ha något att kompromissa bort. Det viktigaste var uppenbarligen Skånelandskapen. Därigenom kunde Sverige erhålla sin väst- och sydkust. Östersjön blev också mer tillgänglig eftersom Danmark inte längre ensamt kontrollerade alla in- och utlopp.
Redan på andra förhandlingsdagen backade svenskarna från många av sina krav, men förhandlingarna bröt ändå samman den 13 februari. De återupptogs den 16 februari och två dagar senare skrevs ett preliminärt avtal under i prästgården i Høje-Tåstrup.

## Fredsavtalet
Slutförhandlingarna förlades till Roskilde, och den 26 februari undertecknades fredsavtalet i Roskilde domkyrka. 
Huvuddragen i avtalet var att Danmark-Norge till Sverige avträdde:
- Skåne
- Blekinge
- Halland (permanent – i freden i Brömsebro 1645 hade Sverige fått Halland på 30 år)
- Bohuslän
- Bornholm
- Trondheims län

Dessutom fanns en mängd andra detaljer i fredsavtalet, av vilka kan nämnas:
- Danskt frånträdande av allianser riktade mot Sverige
- Danskt stopp av utländska fientligt sinnade flottor genom Öresund in till Östersjön
- Hertigen av Holstein-Gottorp skulle återfå sina besittningar[4]
- Danmark lovade att betala för Sveriges ockupationsstyrkor
- Danmark lovade att bistå med trupper till Karl X Gustavs kommande krig[5]
- Sverige avstod från krav på Delmenhorst och Ditmarsken

I avtalets paragraf 9 tillförsäkrades invånarna i de erövrade landskapen att de skulle få behålla sina gamla privilegier, friheter, lagar och sin kyrkoordning. Successivt anpassades dock, genom en försvenskningsprocess, adelsprivilegier, kyrkoordning (1686) och rättssystem (1683) till dem som gällde i riket i övrigt.

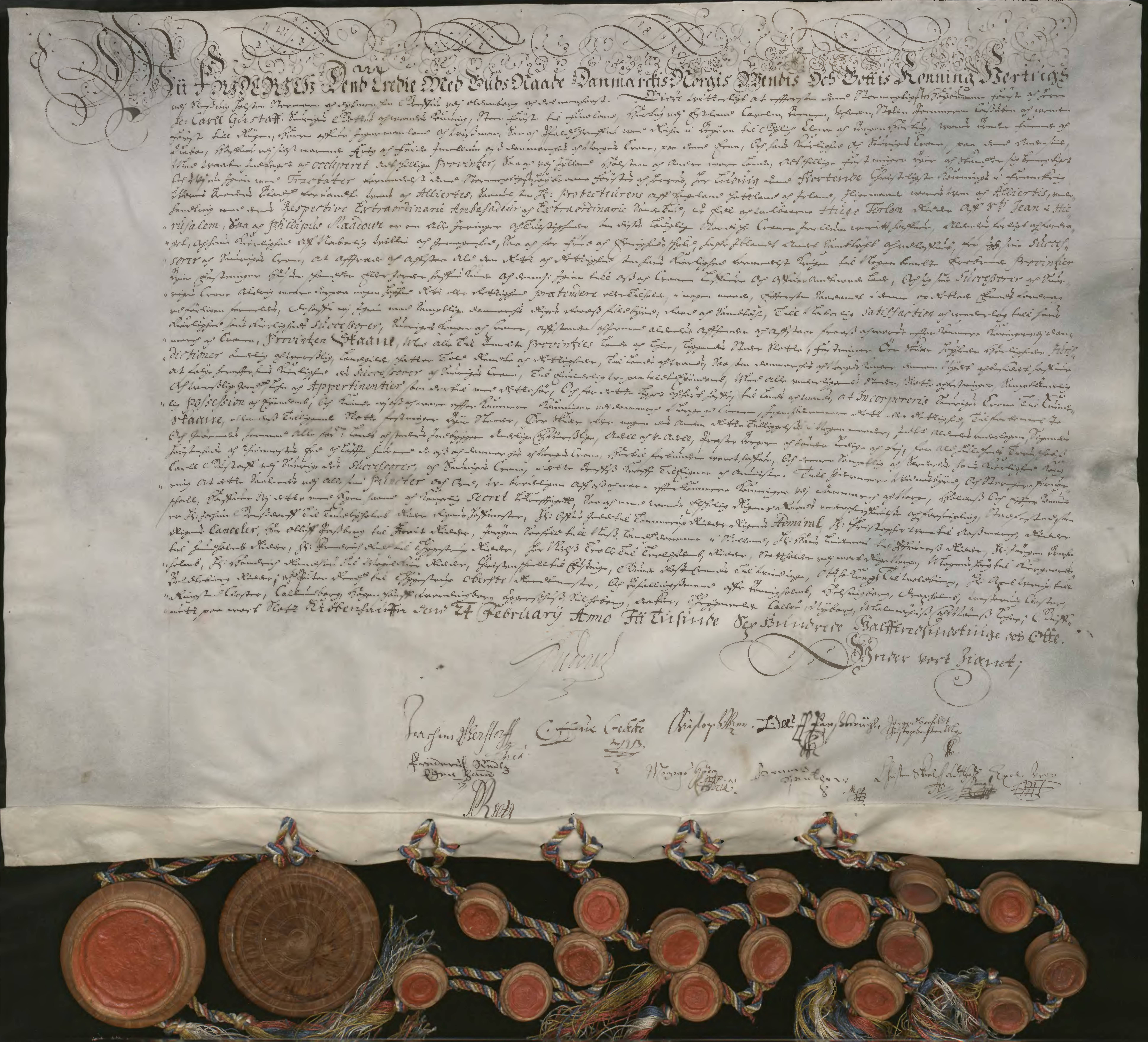
Kung Fredrik III:s cessionsbrev gällande avträdelse av provinsen Skåne till Sverige. Undertecknat i Köpenhamn 24 februari 1658

## Nytt krig
Redan till sommaren samma år utbröt dock kriget igen. Detta nya krig avslutades först i och med freden i Köpenhamn 1660, då Bornholm och Trondheims län återgick till Danmark respektive Norge. Däremot blev ön Ven, som fortsatt var danskt efter freden i Roskilde men besatts av svenska trupper samma år, nu formellt svensk i och med freden i Köpenhamn.